# Eastbury (Hertfordshire)
Eastbury è una località nel distretto di Three Rivers nella contea dell'Hertfordshire, adiacente al sobborgo della Greater London di Northwood nel distretto di Hillingdon. Altri insediamenti nelle vicinanze sono Moor Park e South Oxhey.
Eastbury si trova  circa alla stessa distanza dalle stazioni della metropolitana di Northwood e Moor Park. Il servizio postale dipende dall'ufficio postale di Northwood e il codice postale è lo stesso di Northwood.

## Quartier generale di Northwood
Il Quartier generale di Northwood (inglese: Northwood Headquarters) con il quartier generale delle forze armate britanniche e MARCOM, il comando centrale delle forze marittime della NATO, ha la sua sede a Eastbury nella tenuta di Eastbury Park, acquistata da David Carnegie che si fece edificare la sua tenuta in stile baronale scozzese. 
La tenuta, completata nel 1857, venne venduta nel 1887 a Frank Carew nel 1887 e in seguito venne rilevata dalla Royal Air Force nel 1938 che vi installò nel 1939 il Royal Air Force Coastal Command creando anche una rete di bunker sotterranei e blocchi operativi, utilizzando principalmente la struttura come mensa ufficiali, nonostante i danneggiamenti causati da un incendio. 
La RAF lasciò la tenuta nel 1969, quando il Royal Air Force Coastal Command venne inglobato insieme al Bomber Command nel RAF Strike Command. 
La tenuta adesso è ora la sede del Permanent Joint Headquarters, il quartier generale comune permanente delle forze armate britanniche (PJHQ) per la pianificazione e il controllo delle operazioni militari d'oltremare, e del comando marittimo della NATO.